# Foiano della Chiana
Foiano della Chiana è un comune italiano di 9 037 abitanti della provincia di Arezzo in Toscana.

## Geografia fisica

### Territorio
Il centro abitato di Foiano della Chiana sorge su di un basso colle della Val di Chiana, a 318 m s.l.m. Il territorio comunale tende di fatto ad assumere una conformazione a bassa collina, e mentre a nord il declivio sporge verso l'area delle colmate, a sud si spinge verso la Val di Chiana senese. Attraversato da un tratto del torrente Esse, affluente del Canale maestro della Chiana, il territorio comunale vede una popolazione concentrata, oltre che nel capoluogo, nella maggiore delle frazioni, Pozzo della Chiana. È un vivace centro agricolo (cereali, aglione, vino, tabacco) e commerciale.

### Clima
- Classificazione sismica: zona 2 (sismicità media), Ordinanza P.C.M. n. 3519 del 28/04/2006
- Classificazione climatica: zona E, 2121 GR/G
- Diffusività atmosferica: media, Ibimet CNR 2002

## Storia

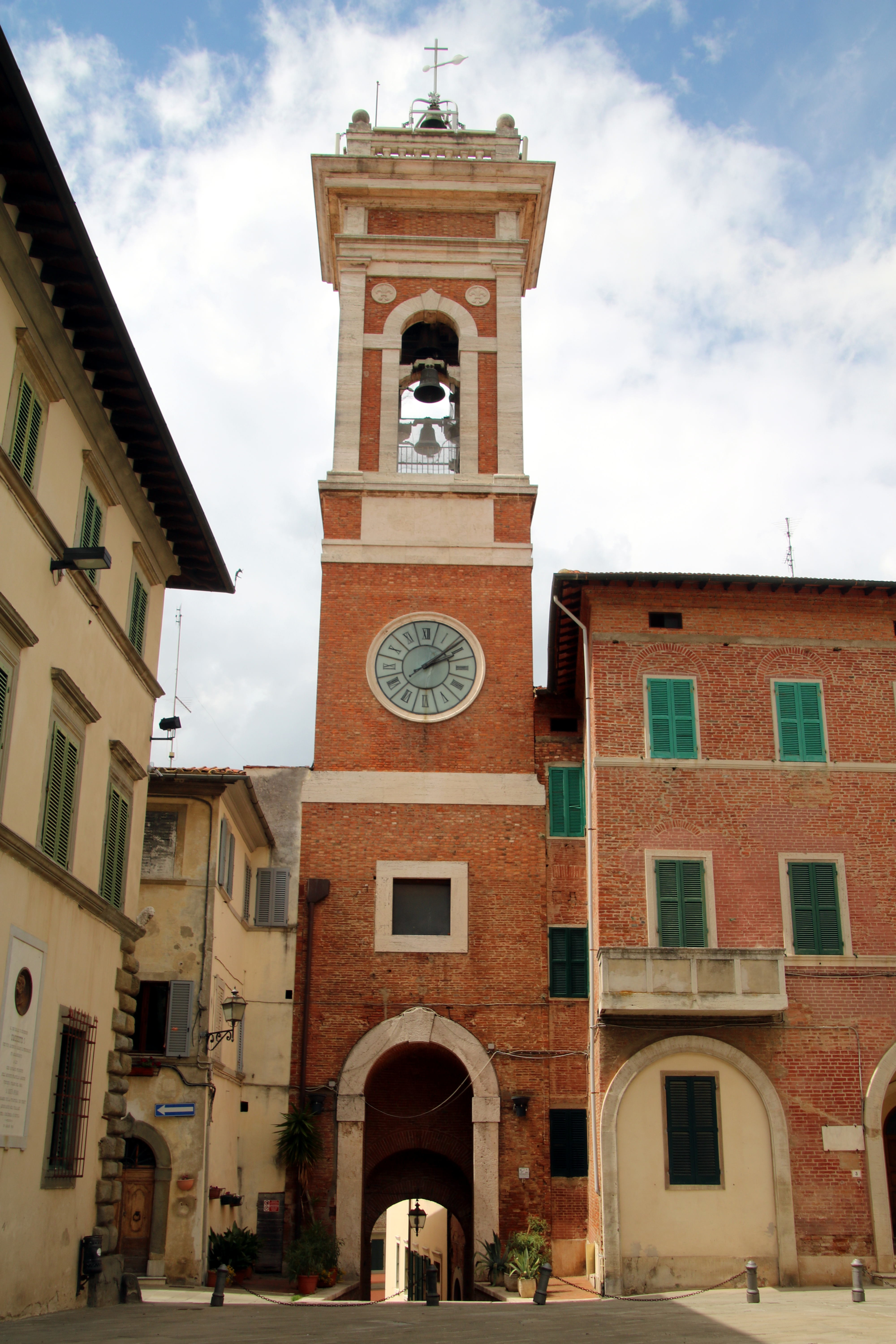
La Torre Civica di Foiano della Chiana.

L'area dell'attuale comune di Foiano della Chiana fu popolata fin dal VI secolo a.C., quando tutta la Val di Chiana assistette al proliferare della civiltà etrusca.
Dopo la lunga dominazione romana (III secolo a.C. - V secolo), sopravvenne l'età buia delle invasioni barbariche, con la palude che iniziò a desolare le fertili terre chianine. In età medievale la comunità di Foiano fu la prima, in Valdichiana, a dotarsi di uno statuto cittadino e a proclamarsi comune libero e indipendente, nel 1084. Foiano cadde per un breve periodo (XII secolo) sotto il governo di Siena. Ai senesi subentarono di lì a poco gli aretini, che mantennero il dominio del borgo fino al 1336. Quell'anno Firenze espugnò Foiano, che fu praticamente rasa al suolo, ma a breve riedificata. I fiorentini ne ricostruirono soprattutto la cinta muraria, di fronte ai ripetuti tentativi aretini di riconquistarla. A dimostrazione dell'avanzare della palude chianina, i fiorentini vi edificarono anche un porto (come si evince da statutari cortonesi del 1325): solo con delle imbarcazioni, infatti, era possibile comunicare con i pur vicini borghi di Castiglion Aretino (oggi Castiglion Fiorentino) e Cortona.
Dotatasi di un nuovo statuto nel 1387, Foiano acquistò nuovamente lo status di comune, seppure ormai dipendente dal dominio fiorentino, e pose sotto la propria giurisdizione il vicino centro di Pozzo della Chiana (oggi frazione foianese), fulcro di continue rivolte da parte degli abitanti locali. Proprio presso quest'ultima località, il 2 agosto 1554, ebbe luogo la battaglia di Scannagallo, nella quale le truppe fiorentine sbaragliarono quelle senesi, aprendosi la strada verso la presa di Siena.
Da quel momento Foiano avrebbe legato indissolubilmente la propria storia a quella di Firenze. Al governo mediceo seguì il Granducato dei Lorena (1737), dinastia che produsse sostanziali cambiamenti al territorio chianino, ormai messo a dura prova dalla palude. Nel 1788 Pietro Leopoldo I di Lorena incaricò l'aretino Vittorio Fossombroni di procedere alla bonifica della Val di Chiana. L'eminente ingegnere idraulico, tra le altre cose pure matematico e ministro degli esteri del granducato, lavorò intensamente alla bonifica per un quarantennio: Giovan Battista Del Corto ricorda nella sua "Storia della Valdichiana" (1898) come quando si ritirò, nel 1828, Fossombroni poté ammirare compiaciuto i progressi del lavoro eseguito e «segnalava nella purificata aria la prima apparizione dei rondoni in Foiano e altrove».
Caduta per un breve periodo (1800-1814) sotto il dominio napoleonico, Foiano tornò sotto il Granducato con la Restaurazione. Con la palude ormai prosciugata, la vita si avviava verso la normalità per i foianesi, che nel frattempo parteciparono al plebiscito del 1860 a seguito del quale gli ormai ex-territori granducali furono annessi al Regno di Sardegna.
Con il progressivo affermarsi del fascismo Foiano della Chiana, la cui amministrazione aveva aderito in blocco al neocostituito Partito Comunista d'Italia, divenne un obbiettivo primario per gli squadristi della zona. Quest'ultimi, grazie alla complicità e alla compiacenza delle autorità pubbliche, nei primi mesi del 1921 iniziarono a devastare e terrorizzare la Valdichiana con spedizioni punitive e bastonature. Il 12 aprile Foiano della Chiana e il suo municipio vennero colpiti da un attacco squadrista volto far dimettere la giunta. Il 17 aprile successivo un camion con a bordo una ventina di fascisti, armati da un ufficiale in forza al 70º fanteria di Arezzo, compì una seconda spedizione a Foiano e nei dintorni. Una volta terminato il raid, gli squadristi si fermarono a Foiano per pranzare. Successivamente il gruppo si divise: una parte rimase a Foiano, mentre un'altra ventina partirono a bordo dell'autocarro alla volta di Arezzo. Poco dopo, in località di Renzino, il camion cadde in un'imboscata tesa loro da un gruppo di contadini della zona nei guidati da Bernardo Melacci e Galliano Gervasi. Nel corso dell'attacco tre squadristi rimasero uccisi. I fascisti superstiti però, dopo essere riusciti a chiedere rinforzi dalle città vicine, contrattaccarono. Le campagne foianesi divennero così teatro di una caccia all'uomo che culminò con l'assassinio di due uomini ed una donna. Poco dopo in paese i fascisti giustiziarono un comunista che si era rifiutato di rinnegare i propri ideali. Il giorno seguente una colonna di squadristi fiorentini e ferraresi guidata da Tullio Tamburini occupò il paese costringendo il deputato socialista Ferruccio Bernardini, sequestrato ad Arezzo dalle stesse camicie nere, ad un elogio del fascismo sulla pubblica piazza. Poco dopo anche un socialista del luogo venne trascinato nella medesima piazza per compiere abiura. Al rifiuto venne assassinato. Nei giorni seguenti le violenze fasciste, nonostante una delegazione di contadini si fosse recata da Tamburini a supplicare la fine delle rappresaglie, continueranno indisturbate e quattro uomini verranno uccisi.

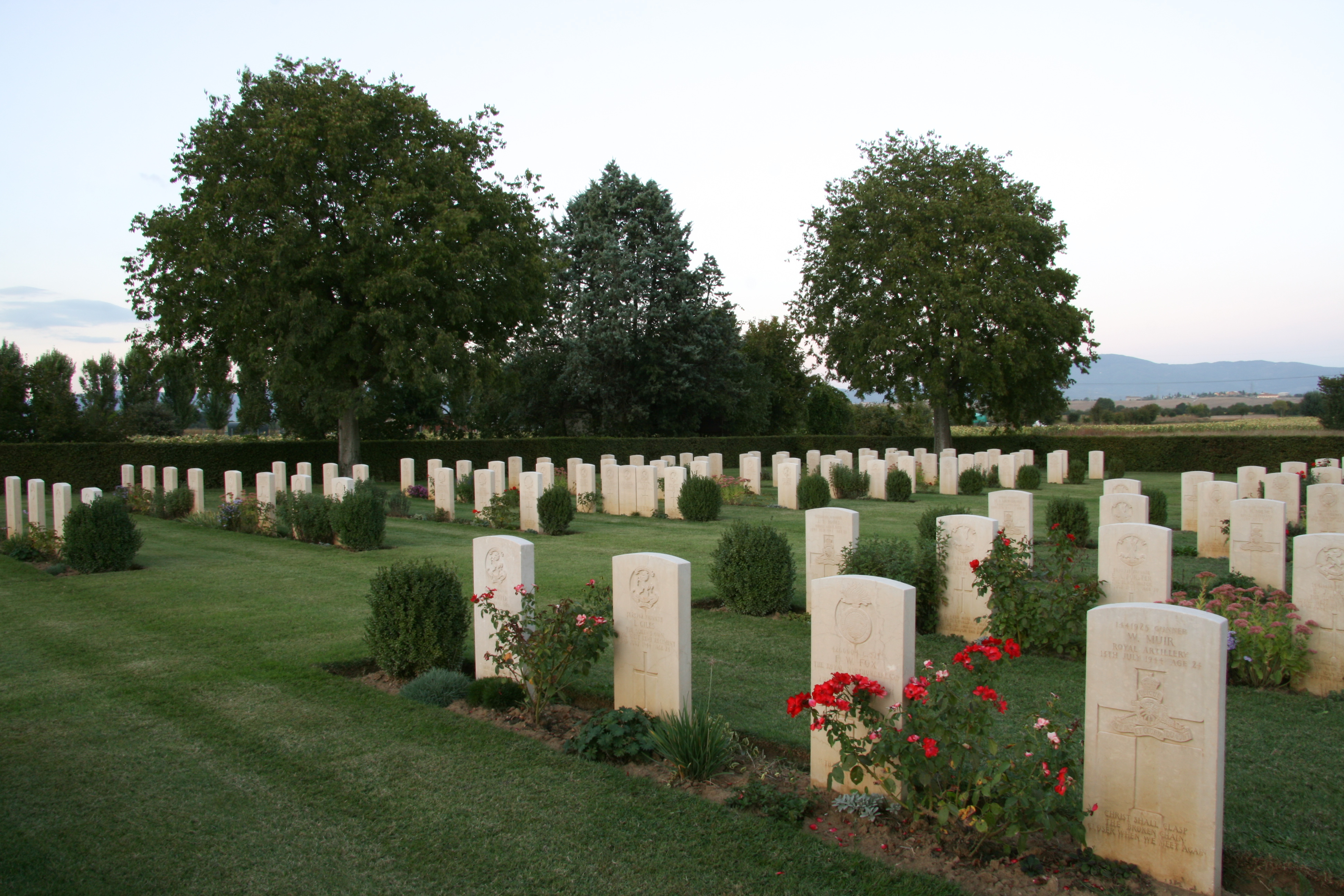
Il cimitero militare inglese di Foiano

Messa a dura prova dalla seconda guerra mondiale, la cittadina pagò un notevole prezzo a livello di vite umane e distruzioni. L'8 giugno 1944 tre partigiani vennero fucilati dai militi fascisti della GNR in piazza Garibaldi. Il 2 luglio successivo Foiano della Chiana è liberata dagli alleati. Teatro di scontri tra le truppe alleate e quelle tedesche, Foiano ospita oggi un cimitero militare inglese, in cui sono sepolti i soldati d'oltremanica caduti nelle azioni militari locali.

### Simboli
Lo stemma e il gonfalone sono stati concessi con DPR del 18 maggio 1995.
Nelle attestazioni più antiche costituite dal sigillo e dalle lettere credenziali lo stemma di Foiano presenta un giglio fiorentino aperto (sbocciato) e bottonato dai piccoli boccioli all'attaccatura delle foglie laterali. L'utilizzo degli smalti oro e rosso è documentato da fonti della metà del Cinquecento.
Il gonfalone è un drappo amaranto al centro del quale campeggia il giglio d'oro, privo di scudo e ornamenti esteriori.

## Monumenti e luoghi d'interesse

### Architetture religiose
- Collegiata dei Santi Martino e Leonardo, realizzata tra il 1512 e il 1796 e costruita con largo impiego del cotto, molto diffuso nelle costruzioni foianese; reca all'interno pregevoli opere quali la Madonna della Cintola di Andrea della Robbia, una Incoronazione della Vergine di Luca Signorelli e una Madonna e santi di Antonio Circignani;
- Chiesa di Santa Maria della Fraternita (Santa Eufemia) (fine XVI secolo), dove si trova una Madonna con Bambino di origine robbiana e che ospita il Museo Civico o Museo della Fraternità
- Chiesa della Santissima Trinità (XIV secolo), in stile rinascimentale, al cui interno va segnalata la Santissima Trinità con angeli e santi del Pomarancio;
- Chiesa di San Michele Arcangelo (o di San Domenico), edificio cinquecentesco ospitante opere di Giovanni della Robbia e Lorenzo Lippi;
- Chiesa di San Francesco (XV secolo), profondamente ristrutturata nel Settecento e fregiata da una pala di Andrea della Robbia, raffigurante Cristo e la Vergine che intercedono presso l'Eterno. Dal 1818 è utilizzata come ospedale;
- Chiesa di Santa Cecilia alla Pace, piccolo ma pregevole edificio sacro di fine Cinquecento, recante sull'altare maggiore una Natività della Vergine del Pomarancio;
- Tempio di Santo Stefano della Vittoria, eretto presso Pozzo della Chiana nel 1572, ispirato da Giorgio Vasari ma progettato da Orazio Porta,[13] e consistente in una costruzione in cotto sormontata da una cupola rivestita di lastre di piombo. Fu commissionato da Cosimo I de' Medici, a ricordo della vittoria fiorentina su Siena nella battaglia di Scannagallo;
- Chiesa di Santa Maria delle Grazie al Porto;
- Oratorio di San Lorenzo in Santa Luce;
- Maestà "Magi" di Santa Luce.

### Architetture civili
- Palazzo Comunale (XIV secolo);
- Torre Civica (XVIII secolo);
- Palazzo Granducale (XVI secolo), fatto costruire da Ferdinando II de' Medici come residenza di caccia;
- Teatro Garibaldi (fine XVIII secolo), pregevole edificio ornato di colonnine, affreschi e motivi decorativi, opera dell'architetto Leonardo De Vegni;
- Ninfeo della Cisternella di epoca romana.

## Società

### Evoluzione demografica
Abitanti censiti

### Etnie e minoranze straniere
Secondo i dati ISTAT al 01 gennaio 2024 i residenti di origine non italiana erano 1 178. Le nazionalità maggiormente rappresentate in base alla loro percentuale sul totale della popolazione residente erano:
- Romania 793 8,24% al 31.12.2010
- Albania 173 1,80% al 31.12.2010

## Cultura

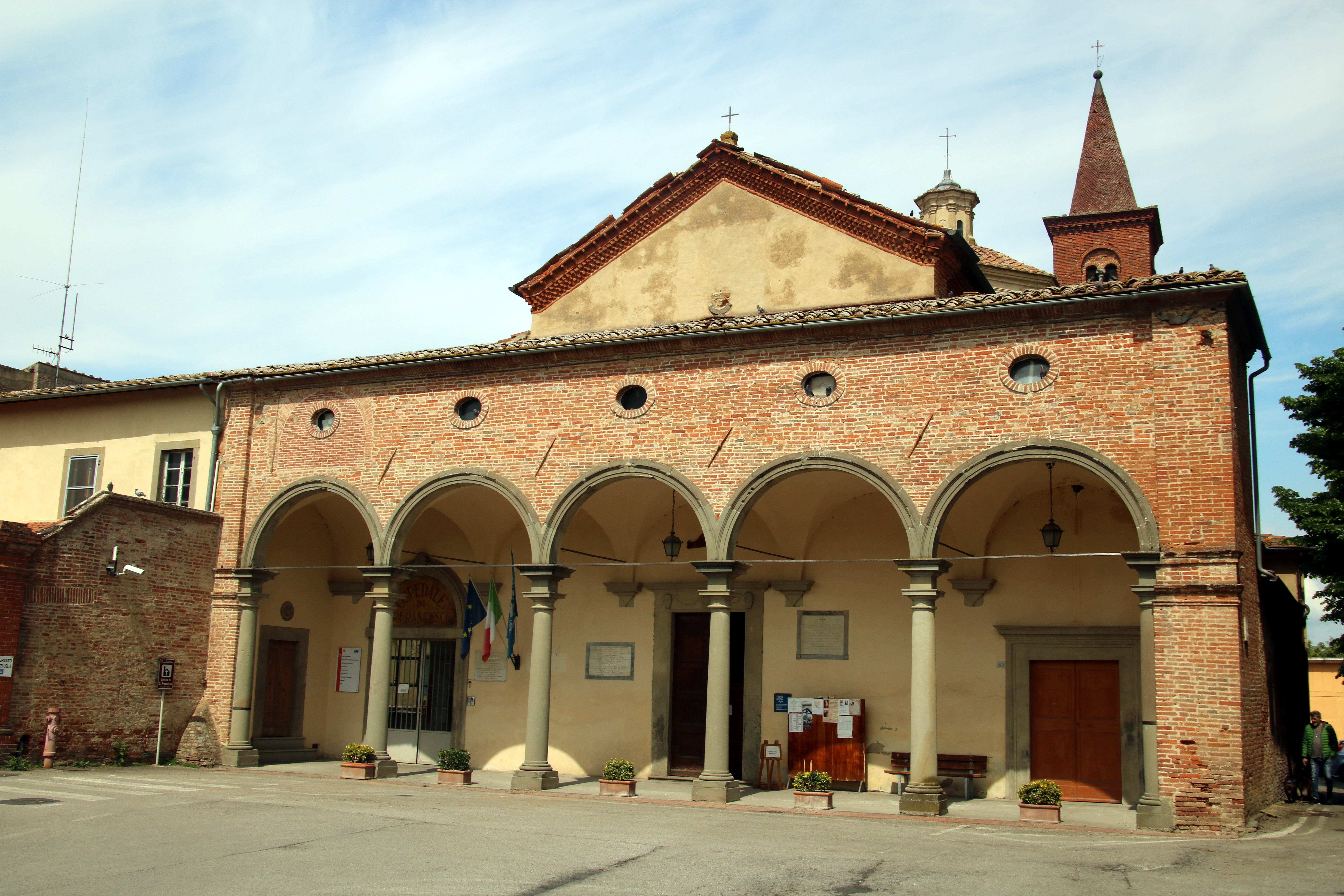
La quattrocentesca Chiesa di San Francesco, adibita dal 1818 a ospedale

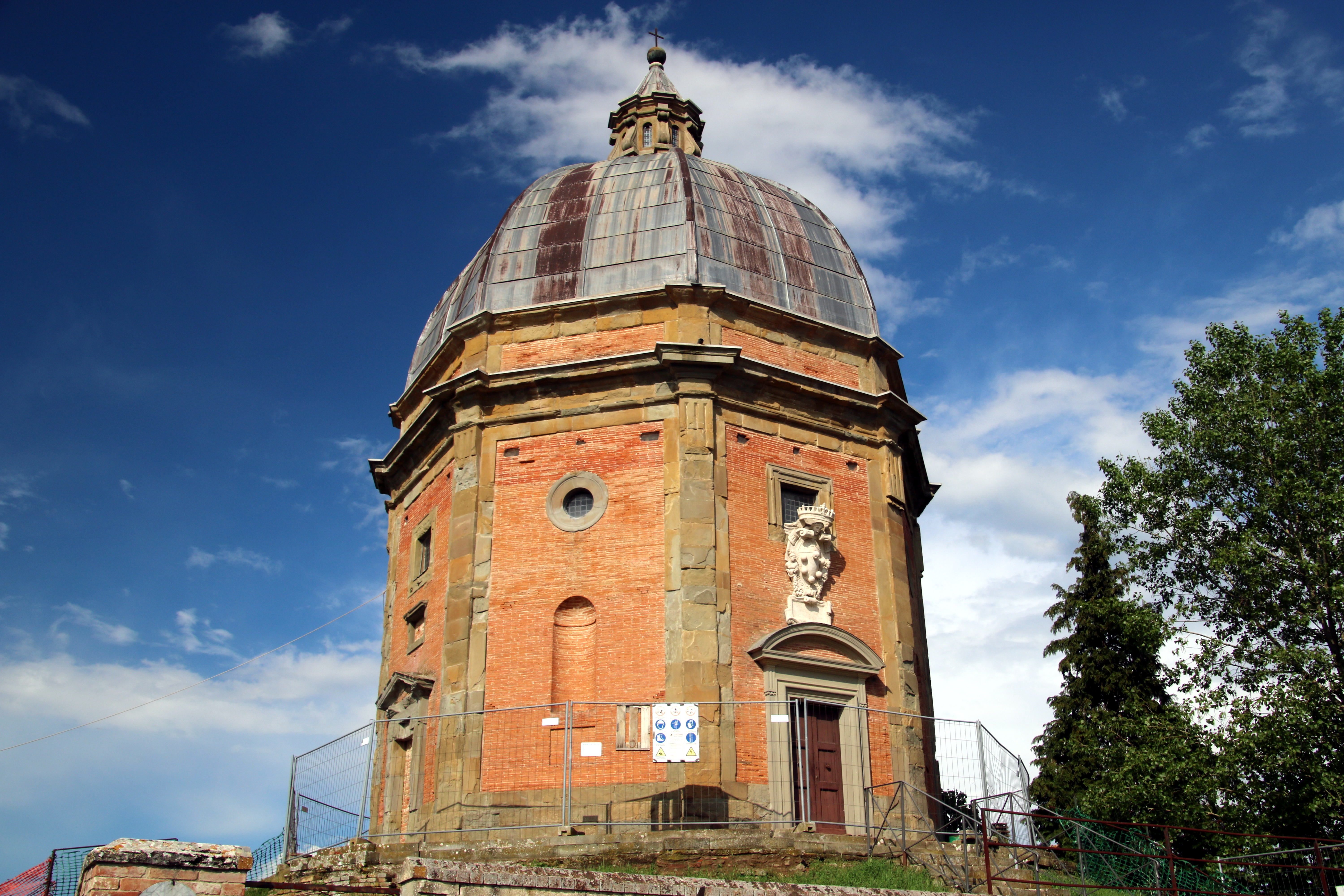
Il Tempio di Santo Stefano della Vittoria al Pozzo della Chiana

### Media
- Fototeca Furio del Furia. Collezione conservata nel Palazzo Pretorio di circa 5.000 immagini donate al comune di Foiano della Chiana dagli eredi di Furio del Furia, storico farmacista di paese con l'hobby della fotografia che a partire da metà '800 e fino agli anni '30 del secolo scorso con i suoi preziosi scatti ha immortalato il trascorrere degli eventi di vita quotidiana e storici, sia nel centro abitato che nelle campagne della Val di Chiana.
- Il centro storico di Foiano della Chiana è stato scelto del regista Ugo Chiti per ambientare il film Albergo Roma.

### Eventi
- Carnevale di Foiano della Chiana. È una manifestazione che si svolge annualmente in due sessioni, la prima nel tradizionale periodo invernale e la seconda a fine primavera inizio estate (carnevale estivo). È uno dei più famosi e antichi carnevali italiani, essendo stati rinvenuti documenti risalenti all'edizione del 1539.
- Rievocazione Storica della battaglia di Scannagallo, manifestazione solitamente articolate in tre giornate per rievocare le vicende dell'estate del 1554 viene organizzata dalla locale Associazione Culturale Scannagallo che si avvale anche della collaborazione di numerose compagnie storiche italiane. Gli eventi organizzati coinvolgono oltre la frazione di Pozzo della Chiana anche il vicino paese di Marciano della Chiana.

## Infrastrutture e trasporti

### Strade
La principale infrastruttura viaria che serve il comune è la Strada statale 327 di Foiano (ora SP 327) che a nord lo collega con il capoluogo di provincia di Arezzo, mentre a sud-ovest, il tracciato incrocia l'importante crocevia di Bettolle, da dove è possibile accedere alla strada statale 715 Siena-Bettolle in direzione di Siena, al RA6 Bettolle-Perugia che permette di raggiungere il capoluogo umbro e all'A1 Milano-Napoli mediante il casello di Valdichiana.

### Ferrovie
La parte pianeggiante a ovest del territorio di Foiano della Chiana è percorsa dalla ferrovia a scartamento ordinario Arezzo-Sinalunga che partendo dalla città di Arezzo arriva al capolinea di Sinalunga (SI), stazione in comune con la Ferrovia Centrale Toscana dalla quale si possono poi raggiungere i capoluoghi di Chiusi (SI) e Siena. 
La linea ferroviaria lunga 39,447 km. che collegando il capoluogo provinciale con varie località della Valdichiana nord-ovest non servite dalla linea Firenze-Roma è in concessione a La Ferroviaria Italiana che la esercita tramite le due società Rete Ferroviaria Toscana e Trasporto Ferroviario Toscano.

### Aeroporti
Foiano della Chiana ha avuto un aeroporto fin dagli albori dell’aviazione, infatti nel 1918 in località Pratoni fu istituita una scuola di volo. L'aeroporto fu poi utilizzato fino al termine della Seconda Guerra Mondiale quando venne approntato una campo di volo dalla Luftwaffe.
Abbandonato al termine del conflitto, negli anni ’50 venne ipotizzato un suo ripristino per uso civile.

## Amministrazione
Di seguito è presentata una tabella relativa alle amministrazioni che si sono succedute in questo comune.
| Periodo         | Periodo         | Primo cittadino   | Partito                                                        | Carica  | Note   |
| --------------- | --------------- | ----------------- | -------------------------------------------------------------- | ------- | ------ |
| 1º luglio 1985  | 31 ottobre 1989 | Federigo Cassioli | Partito Comunista Italiano                                     | Sindaco | [ 15 ] |
| 31 ottobre 1989 | 31 maggio 1990  | Mauro Cantelli    | Partito Comunista Italiano                                     | Sindaco | [ 15 ] |
| 31 maggio 1990  | 24 aprile 1995  | Mauro Cantelli    | Partito Comunista Italiano, Partito Democratico della Sinistra | Sindaco | [ 15 ] |
| 24 aprile 1995  | 14 giugno 1999  | Mauro Cantelli    | centro-sinistra                                                | Sindaco | [ 15 ] |
| 14 giugno 1999  | 14 giugno 2004  | Paolo Cateni      | centro-sinistra                                                | Sindaco | [ 15 ] |
| 14 giugno 2004  | 8 giugno 2009   | Franco Parigi     | centro-sinistra                                                | Sindaco | [ 15 ] |
| 8 giugno 2009   | 26 maggio 2014  | Franco Parigi     | lista civica Democrazia e solidarietà per Foiano               | Sindaco | [ 15 ] |
| 26 maggio 2014  | 27 maggio 2019  | Francesco Sonnati | lista civica Foiano domani                                     | Sindaco | [ 15 ] |
| 27 maggio 2019  | 9 giugno 2024   | Francesco Sonnati | lista civica Foiano insieme (sinistra)                         | Sindaco | [ 15 ] |
| 9 giugno 2024   | in carica       | Jacopo Franci     | lista civica Scelgo Foiano                                     | Sindaco | [ 15 ] |

## Sport

### Calcio
La società locale è l'A.C. Foiano, fondata nel 1947 e militante in Eccellenza Toscana 2023-2024.

### Pallavolo
La società locale è il Foiano Pallavolo, fondata nel 1976, è tornata a militare in Serie C Toscana nella stagione 2024-2025 dopo la vittoria del campionato di Serie D Toscana 2023-2024.